# Nueva Orleans
Nueva Orleans (en inglés: New Orleans, pronunciado /nu: ˈɔːrlənz, -ɔːrˈliːnz//; en francés: La Nouvelle-Orléans, /la nuvɛlɔʁleɑ̃/ (escucharⓘ)) es una ciudad al sureste del estado de Luisiana, sobre el delta del río Misisipi. Antes de la catástrofe del huracán Katrina, en 2005, la población de Nueva Orleans alcanzaba los 400 000 habitantes, reduciéndose a la mitad tras dicha destrucción; posteriormente, su población aumentó llegando a los 389 617 habitantes en 2015.
La ciudad se fundó como colonia francesa, luego fue colonia española, después volvió a Francia hasta la compra de Luisiana por Estados Unidos. Fue uno de los centros más importantes del comercio de esclavos africanos; a la vez, residencia de la colectividad de personas de color libres ―criollos, migrantes caribeños― más grande, próspera y educada del país. Una combinación curiosa: un puerto de tradición colonial española y francesa, de cultura caribeña, criolla, negra, francoparlante y cosmopolita, enclavado en el corazón de la economía esclavista y la política segregacionista de los estados del algodón del sur.
Nueva Orleans es el principal puerto del río Misisipi y el séptimo mayor del país —por detrás de Sur de Luisiana, Nueva York (est. Nueva York), Jersey City (Nueva Jersey), Beaumont (Texas), Long Beach (California) y Virginia Beach-Norfolk-Newport News (Virginia).
Es una ciudad multicultural —con especial influencia africana, latinoamericana, española y francesa— conocida por sus festivales, su música y su cocina. Eventos como el Mardi Gras, Jazz Fest y el Sugar Bowl (tazón del azúcar) mantienen a la ciudad como un destino turístico. En Nueva Orleans nacieron músicos de jazz como Louis Armstrong, Wynton Marsalis y Harry Connick, Jr., el vocalista de Heavy Metal Phil Anselmo y el rapero Lil Wayne. También es la cuna de los escritores Tennessee Williams, Anne Rice, Sherrilyn Kenyon y John Kennedy Toole.

## Historia

### Época colonial

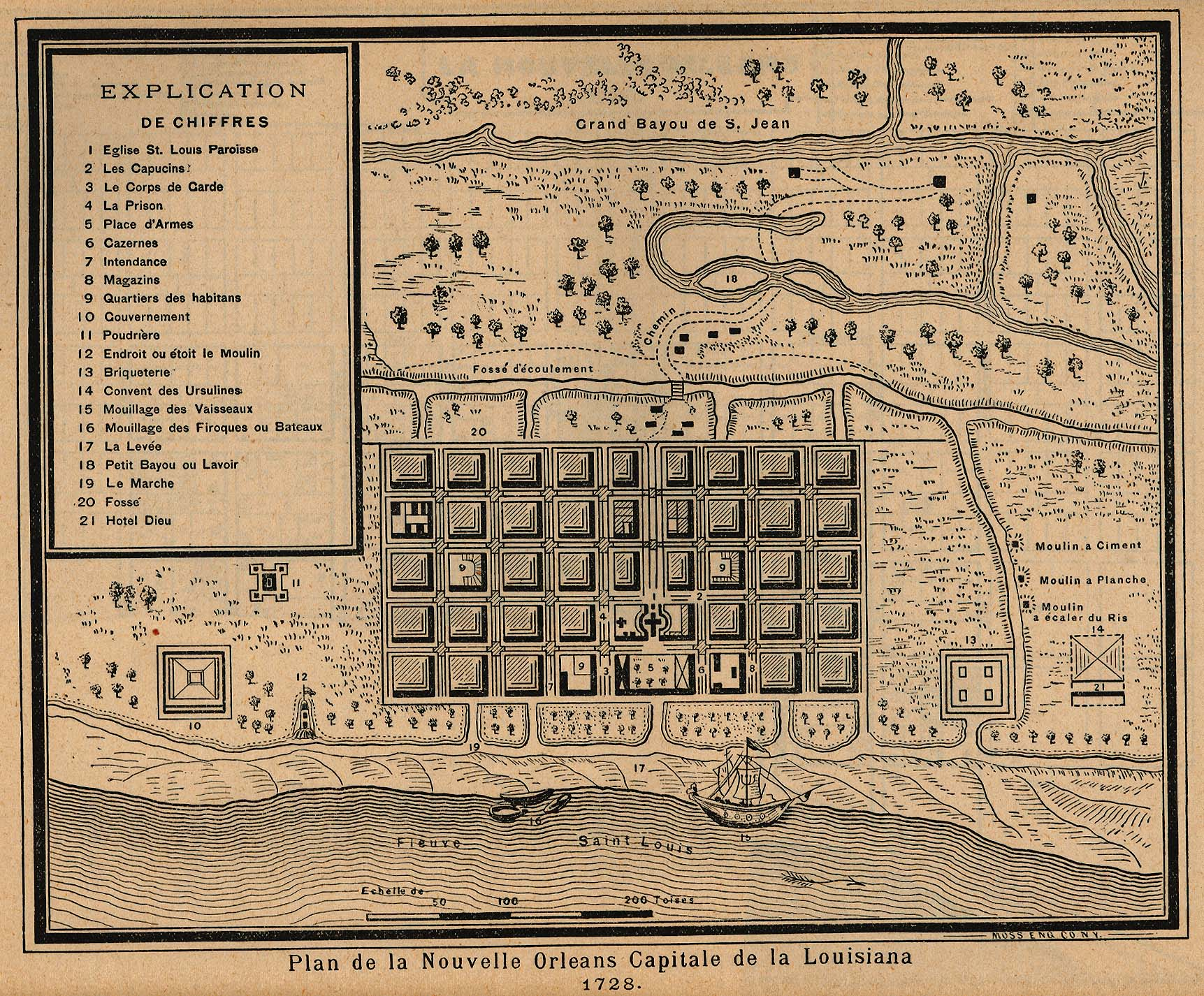
Plano de la Nouvelle Orleans, capital de la Luisiana, 1728.

Nueva Orleans fue fundada por los franceses en 1718 quienes dieron al asentamiento el nombre de La Nouvelle-Orléans.
El sitio para la fundación de Nueva Orleans, cabecera de la colonia, fue elegido por ser la planicie del delta del Misisipi, a fin de crear una ruta comercial con los nativos americanos que fijaban sus tiendas entre el Misisipi y el lago Pontchartrain. Nueva Orleans se convirtió en la capital de la Luisiana francesa en 1722, adquiriendo preponderancia sobre Biloxi.

#### Periodo español
En 1763, Francia decidía compensar a su aliada España por los servicios que esta le prestaba frente al común enemigo inglés. Así pues, tras la pérdida temporal de La Habana y Manila a manos de los ingleses, Francia cedía el territorio de la Luisiana a España en cláusula secreta del tratado de París. El primer gobernador solo arribó en 1766; se trataba entonces del geógrafo Antonio de Ulloa, quien sufrió el rechazo de la población, al creer esta que los españoles venían a cambiar sus usos y su lengua; a Ulloa le sucedió Alejandro O'Reilly, bajo cuyo mandato un grupo de colonos franceses, contrarios a las restricciones comerciales de la nueva metrópoli, se rebeló contra el gobierno español y su «mal vino». O'Reilly, siguiendo órdenes de Madrid, reprimió la revuelta decapitando a los cinco principales sediciosos. Su sucesor, el gobernador Luis de Unzaga y Amézaga, como presidente del cabildo, prohibió la esclavitud de los indígenas y con su Código jurídico abolió la regulación anterior sobre la adquisición de esclavos en 1770.
Tras la expulsión de Ulloa en 1768 y la dureza de O'Reilly en 1769, Unzaga y Amézaga inició su gobierno de manera conciliadora, de ahí que se le conozca como “Le Conciliateur”, primero por liberar a los cabecillas de la Revolución de Luisiana, luego al permitir la libertad de comercio transfronterizo con los colonos norteamericanos a través del Misisipi y sus afluentes, lo cual mejoró la economía de Nueva Orleans; además Unzaga y Amézaga creará en 1771 el primer sistema educativo público bilingüe e intercultural del mundo; mejoró las defensas de Nueva Orleans y de Luisiana en general, proyectando la creación en 1772 de fuertes como el Puesto de Unzaga.
Desde abril de 1776 el gobernador ayudaría secretamente a los colonos norteamericanos en el nacimiento de EE. UU. con toneladas de pólvora, medicamentos, harina, etc. que envió hasta Fort Pitt, en el futuro Pittsburg, al atender las peticiones de Patrick Henry, Charles Lee, Robert Morris y otros miembros del Comité Secreto del Ejército Continental. Por otro lado las victoriosas campañas de su sucesor, también malagueño, y cuñado Bernardo de Gálvez frenaron el avance inglés por el flanco sur de la joven república norteamericana. Con una poderosa flota traída desde La Habana derrotó a los ingleses en el golfo de México, haciendo que Inglaterra reconociera la soberanía española en las Floridas. Gálvez también supo poner fin al contrabando inglés. Mantuvo excelentes relaciones con los colonos franceses. Gálvez también siguió los pasos de Unzaga al fomentar la agricultura y la colonización, pues por cuestiones militares, trajo Gálvez pobladores procedentes de las islas Canarias y de Málaga, a los que distribuiría en colonias cercanas a Nueva Orleans como el Puesto de Unzaga (ahora Pointe Coupee Parish Louisiana) y Nueva Iberia (ahora New Iberia).

El clero y los administradores españoles enviados a la colonia eran escogidos entre una clase ilustrada y bilingüe, a veces hasta trilingüe, a fin de mejorar las relaciones con la poblacióna autóctona de origen francés y con los comerciantes, especialmente irlandeses, que llegaban. Bajo España, la ciudad fue elevada a sede diocesana, siendo su primer obispo el capuchino Fr. Andrés Peñalver y Ródenas, venido de La Habana.

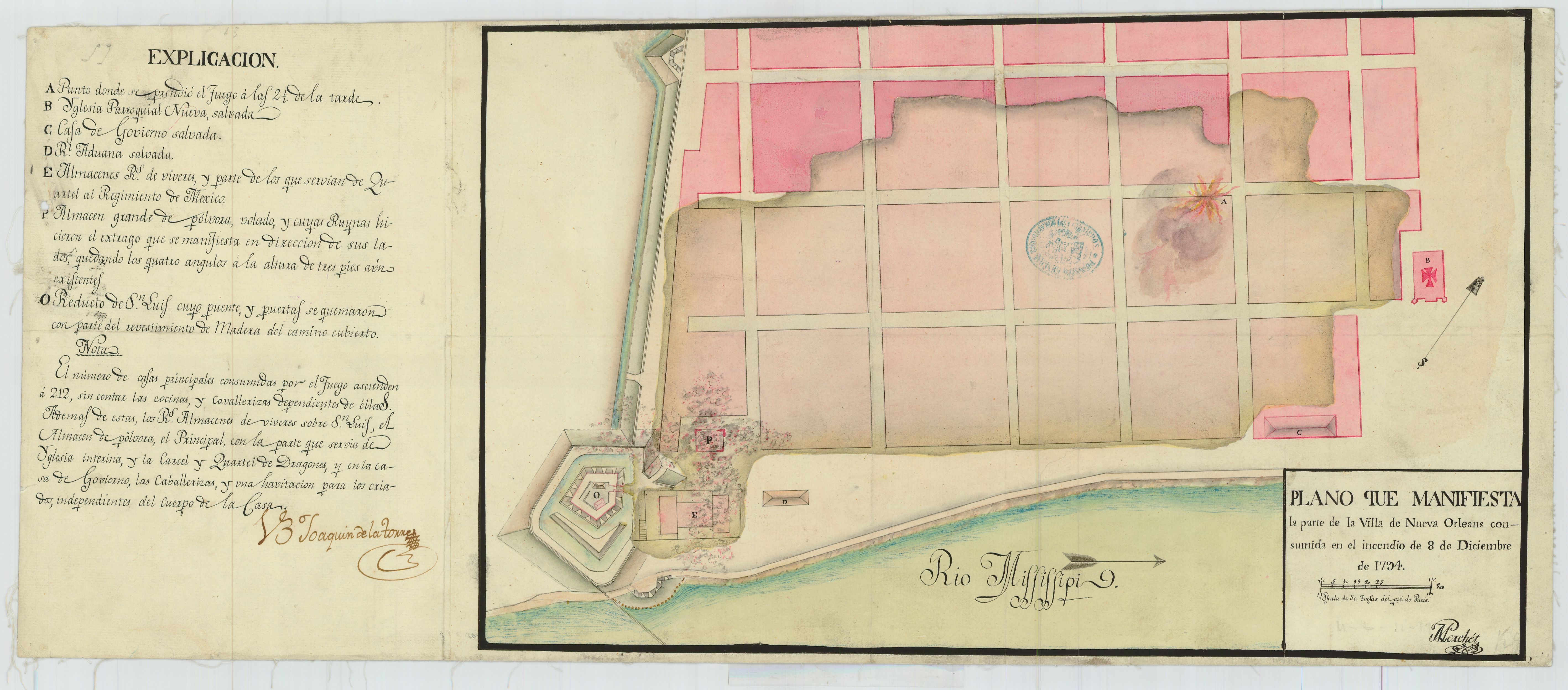
Incendio Nueva Orleans 1794

A partir del primero de los tres grandes incendios, en 1771, en 1788 y en 1794, el Cabildo, presidido por el gobernador Unzaga en 1771, impuso el adobe o ladrillo como material de construcción de inmuebles en la ciudad, con lo que esta fue adquiriendo su peculiar aspecto. Andrés de Almonaster y Rojas, que empezó a ser notario público de Nueva Orleans en tiempos de Unzaga, pagaría de su propio pecunio grandes obras públicas, como la vasta Plaza de Armas, incluidos la Catedral, los palacios del Cabildo y del Presbiterio y los edificios de apartamentos que, con soberbios balconajes, flanquean dicha plaza. A la muerte de Almonaster, su hija, la baronesa Micaela Almonaster de Pontalba, completaría la obra paterna. Todo ello ha sido preservado hasta hoy día.

Entre 1771 y 1779 actúa como gobernador Francisco Luis Héctor de Carondelet, Barón de Carondelet de Noyelles. Realiza importantes mejoras de la ciudad, con el primer teatro, alumbrado público, canales de desagüe, así como una importante mejora de sus defensas.
- Plano topographico que Manifiesta la Situación de la Ciudad de la Nueva Orleans y sus contornos. Francisco Luis Héctor de Carondelet 1792
- Plano de las Fortificaciones que se estan construyendo en la Nueva Orleans capital de la Provincia de la Luisiana à las que unicamente faltan el glacis de las cortinas y sus baterias. Francisco Luis Héctor de Carondelet 1792
- Reducto de Borgoña de la Ciudad de la Nueva Orleans. Francisco Luis Héctor de Carondelet 1792

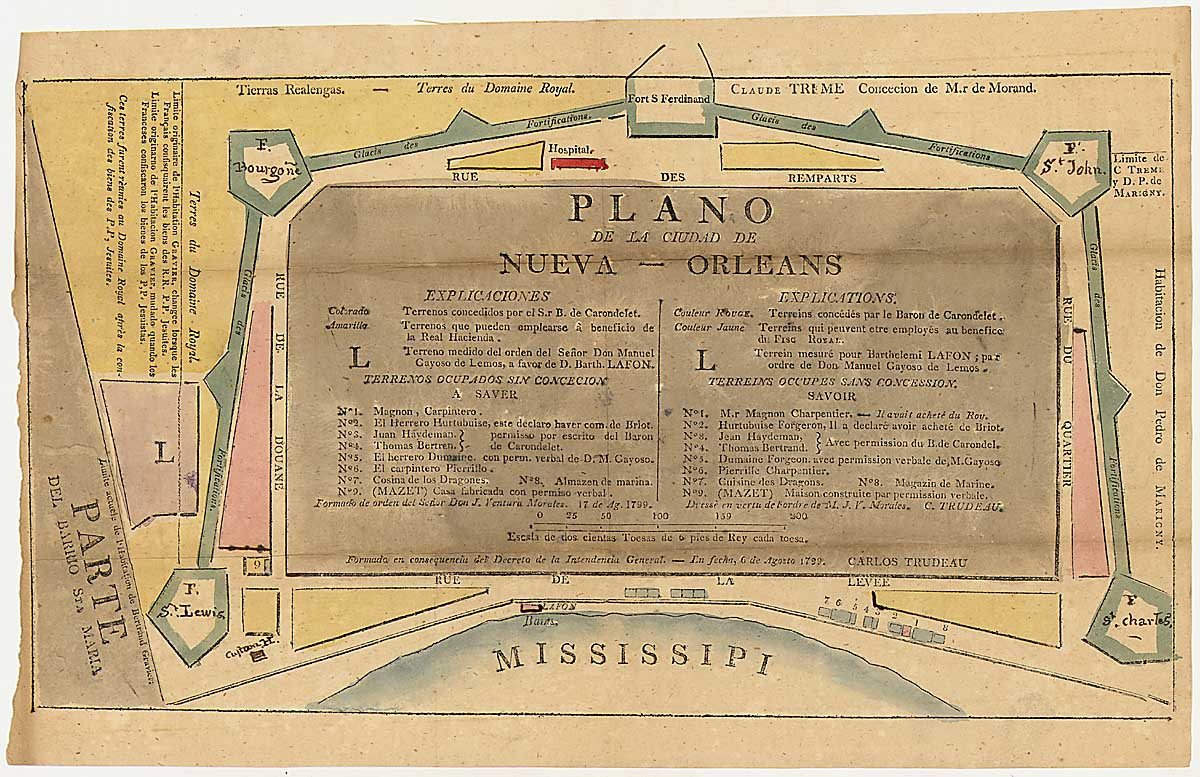
Mapa de Nueva Orleans 6 de Agosto de 1799 Por orden de Don Juan Ventura Morales, (contador principal de exercito y real hacienda de los provincias de la Luisiana y Florida occidental, intendente interino) Dibujado por Don Carlos Trudeau Laveau

En 1795, España cedió los derechos de uso del puerto a los Estados Unidos, lo que trajo un considerable auge comercial a la ciudad. En 1801, rescindido el pacto borbónico entre Francia y España, Napoleón Bonaparte decidió unilateralmente la retrocesión de la Luisiana a Francia. La noticia solo se hizo pública en 1803; al mes de saberse, el gozo de los residentes franceses se trocó en consternación al conocer la Compra de Luisiana por parte de Estados Unidos.

### SigloXIX

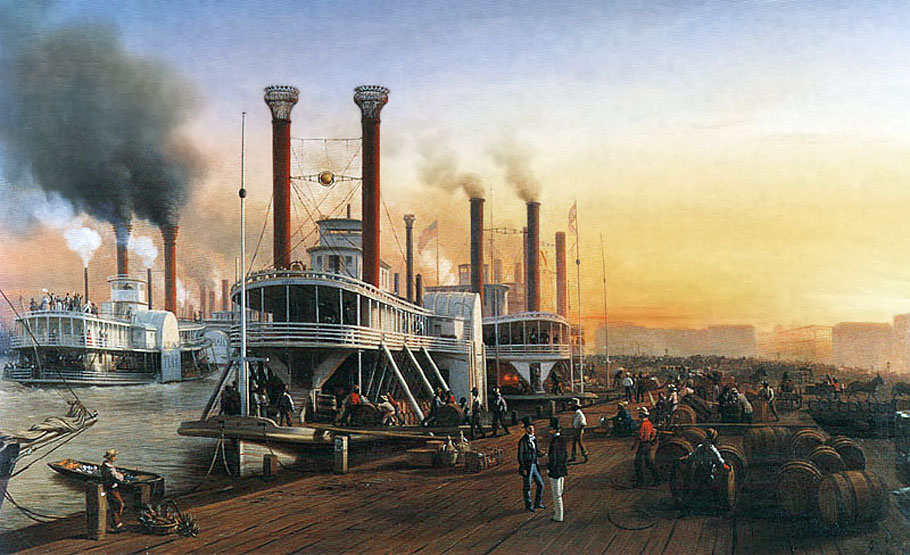
Barcos de vapor en Nueva Orleans, 1853.

Durante la guerra anglo-estadounidense de 1812, los británicos intentaron tomar la ciudad, pero fueron repelidos por las fuerzas lideradas por Andrew Jackson. Subsecuentemente, la población de la ciudad aumentó llegando a tener 102 000 habitantes para 1840, convirtiéndose en la cuarta ciudad de los Estados Unidos y la más grande del sur del país.
Nueva Orleans fue la capital del estado de Luisiana hasta 1849 y entre 1865 y 1880. La importancia de su puerto convirtió a Nueva Orleans en punto de comercio de los esclavos destinados al sur de los Estados Unidos. Al mismo tiempo era la ciudad con mayor número de ciudadanos afroamericanos libres. Durante la guerra de Secesión Nueva Orleans fue capturada el 1 de mayo de 1862 por las fuerzas de la Unión sin mayor resistencia y no sufrió la destrucción de la guerra del resto del sur del país.

### SigloXX

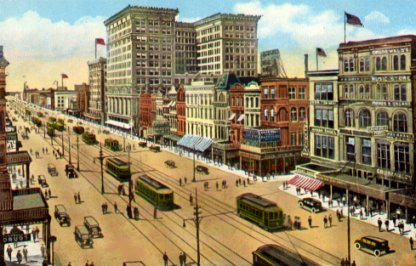
Calle Canal Street vista desde el río (postal de los años veinte).

La mayor parte de la ciudad se encuentra bajo el nivel del mar. Está flanqueada por el río Misisipi y el lago Pontchartrain, de manera que debe protegerse mediante diques. Hasta principios del siglo XX existían fuertes restricciones para la construcción de nuevas edificaciones; solo se utilizaban los altos terrenos de aluvión que constituían en sí diques naturales entre los múltiples defluentes del delta del Misisipi. El resto de las zonas son pantanosas y están sujetas a inundaciones frecuentes. Originada en la hoz o meandro del gran río, tal característica dio a la ciudad su forma de media luna y su apodo La ciudad del cuarto creciente. En la década de 1910, el ingeniero e inventor A. Baldwin Wood puso en marcha su ambicioso plan de secar la ciudad, para lo que diseñó bombas aspirantes de gran tamaño (que todavía hoy se utilizan cuando hay fuertes lluvias), las cuales drenan el agua hacia el río dándole a la ciudad la posibilidad de expandirse a una mayor superficie.
En los años 1920 se hizo un esfuerzo de modernización bajo el mandato de Bailey, que eliminaba los balconajes de hierro fundido de la zona comercial de Canal Street. En 1921 se inauguró el Hibernia Bank Building, un icónico edificio que sería la estructura más alta de la ciudad hasta 1967.
En los años 1960, otro esfuerzo de modernización reemplazó el tranvía por líneas de autobuses. Ambas acciones se consideran retrospectivamente como errores y el tranvía regresó progresivamente a Canal Street en los años 1990.
Nueva Orleans siempre ha sido una de las ciudades más visitadas de los Estados Unidos, aumentando esta tendencia en el último cuarto del siglo XX. Las zonas como el Barrio Francés y el distrito comercial, antes dedicados a uso residencial y de negocios, respectivamente, en la actualidad ven desarrollarse en ellos las actividades de la industria turística.

### SigloXXI

#### Huracán Katrina (2005)

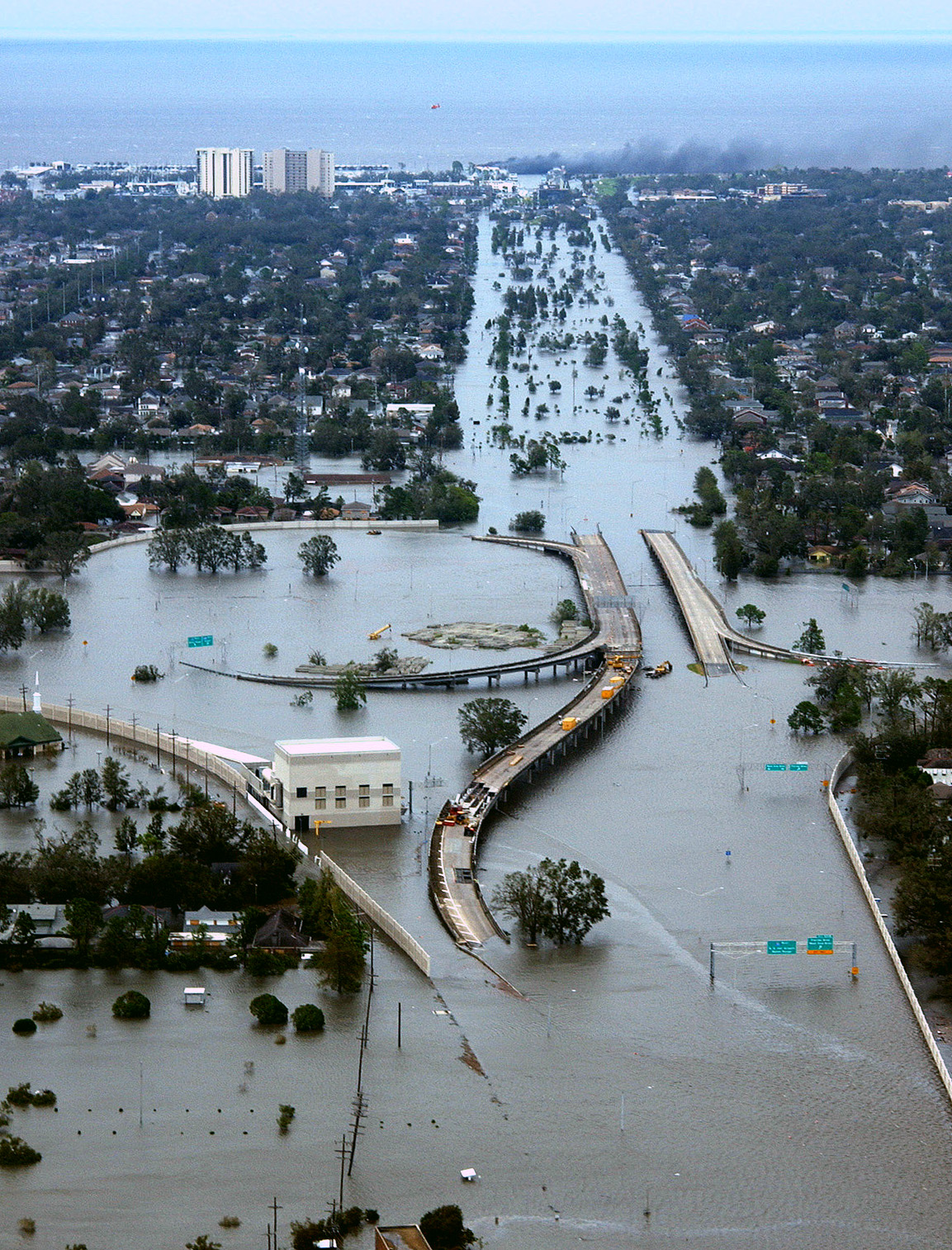
Imagen de Nueva Orleans tras el paso del Katrina.

El huracán Katrina fue uno de los más destructivos y el que causó más víctimas mortales de la temporada de huracanes en el Atlántico de 2005. Se trata del huracán que ha provocado más daños económicos, así como uno de los cinco huracanes más mortíferos, de la historia de Estados Unidos.  Asimismo, el huracán Katrina es el sexto más intenso de todos los huracanes del Atlántico registrados. Al menos dos mil personas fallecieron debido al propio huracán o las consiguientes inundaciones, convirtiéndose en el huracán más mortífero en Estados Unidos desde el huracán San Felipe II, de 1928; la cifra total de daños materiales se estimó en un principio en 125 000 millones de dólares (2005 USD), el cuádruple que la de los desperfectos causados por el huracán Andrew en 1992.
El 23 de agosto de 2005 el huracán Katrina se formó sobre las Bahamas y cruzó el sur de Florida como un huracán de categoría 1 moderado, causando algunas muertes e inundaciones antes de fortalecerse rápidamente en el golfo de México. Tras haber alcanzado la categoría 5, la tormenta se debilitó antes de tocar tierra por segunda vez como un huracán de categoría 3 el 29 de agosto en el sudeste de Luisiana. El huracán Katrina devastó las costas del golfo desde Florida a Texas debido a su intensificación. El mayor número de muertes se registró en Nueva Orleans, que quedó inundada porque su sistema de diques falló, colapsándose muchos de ellos varias horas después de que el huracán hubiese continuado tierra adentro. El 80 % de la ciudad así como grandes superficies de parroquias colindantes quedaron anegadas, manteniéndose así durante semanas. Sin embargo, los daños materiales más importantes se produjeron en áreas costeras, como la inundación en cuestión de horas de todas las ciudades costeras de Misisipi, el arrastre de numerosos barcos y casinos flotantes a tierra firme, lo que provocó su choque con edificios, alcanzando las olas distancias de 10 a 19 km tierra adentro desde la costa.
El fallo de las protecciones de Nueva Orleans es considerado como el mayor desastre de ingeniería civil de la historia de Estados Unidos y dio lugar a una demanda contra el Cuerpo de Ingenieros del Ejército de los Estados Unidos, que diseñó y construyó el sistema de diques, en virtud de la Flood Control Act de 1965. El Cuerpo de Ingenieros fue encontrado responsable del fallo de los diques y de las inundaciones por el juez Stanwood Duval en enero de 2008, pero al tratarse de una agencia federal no pudo ser declarada responsable económica debido a la inmunidad establecida por la Flood Control Act de 1928. Del mismo modo, se llevó a cabo una investigación sobre la actuación de los gobiernos federal, estatal y local, lo que desembocó en la dimisión de Michael D. Brown, director de la Agencia Federal para la Gestión de Emergencias (FEMA, por sus siglas inglés), y de Eddie Compass, superintendente del Departamento de Policía de Nueva Orleans.
Varias agencias como la Guardia Costera de Estados Unidos, el Centro Nacional de Huracanes (CNH) y el Servicio Meteorológico Nacional fueron elogiados por su actuación, para la cual contaron con precisas previsiones meteorológicas con suficiente tiempo de antelación. Sin embargo, incluso los más insistentes avisos por parte de oficiales de distintos cuerpos a los habitantes para evacuar la zona antes de que llegara el huracán no reflejaban la posibilidad de que los diques pudieran ceder.

#### Reconstrucción
El huracán Katrina devastó la ciudad de Nueva Orleans y su área metropolitana. La ciudad quedó anegada en un 80 % y sufrió importantes daños materiales y económicos. El 30 % de sus habitantes ya vivían por debajo del umbral de pobreza, pero el paso del huracán Katrina acrecentó estos índices, que cinco años después todavía no habían vuelto a los niveles anteriores a la catástrofe pese al esfuerzo de reconstrucción.
Junto a los esfuerzos por la rehabilitación de las viviendas, el principal esfuerzo para la reconstrucción de Nueva Orleans se centró en la reconstrucción de los diques, la cual comenzó en 2006 y terminó en 2012 y cuyo coste final fue de 14,5 millardos de dólares estadounidenses. Kevin G. Wagner, uno de los ingenieros responsables del proyecto, declaró que aunque se trataba de una obra que normalmente habría tardado décadas en llevarse a cabo, los plazos se habían acortado para que la ciudad pudiera estar protegida.
Este nuevo sistema de diques otorga una protección que hace frente a tormentas del tipo "una cada cien años", que fue el estándar autorizado por el Congreso. Sin embargo, diversas autoridades de Nueva Orleans consideraban esta protección insuficiente, ya que la ciudad ha hecho frente a varias tormentas más fuertes (de hecho el huracán Katrina es una tormenta del tipo "una de cada cuatrocientos años") y se ha previsto que esto vaya en aumento a causa del cambio climático. También se ha criticado que la reconstrucción de los distintos barrios se ha llevado a cabo a dos velocidades en función de la mayoría racial de cada barrio.
Además, la ciudad sufrió otro golpe económico por la crisis financiera del 2008, lo que afectó el mercado inmobiliario local y el empleo en los sectores bancarios y de construcción.

## Gobierno

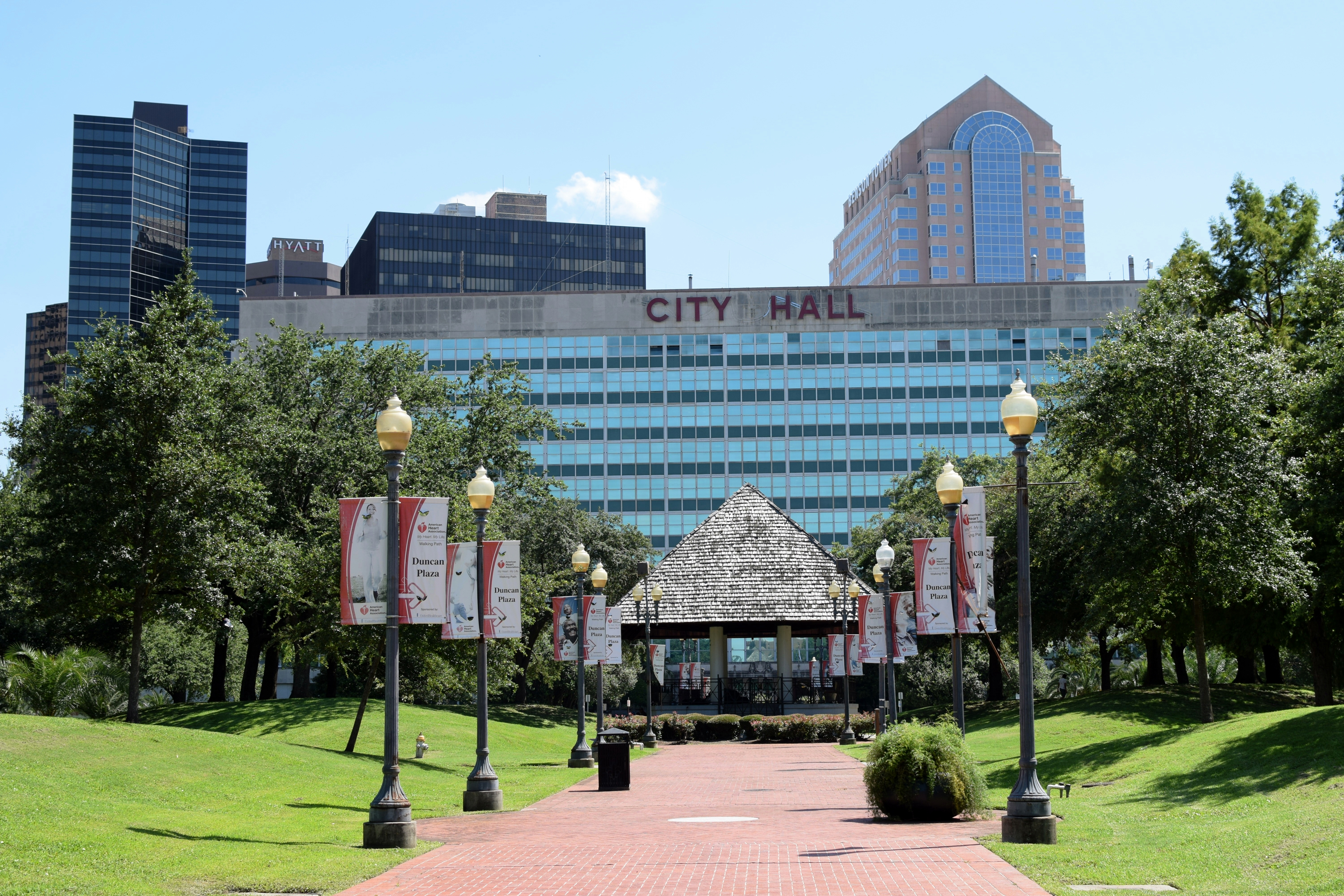
Vista de la Plaza Duncan con el ayuntamiento de la ciudad al fondo.

La ciudad de Nueva Orleans es una subdivisión política del estado estadounidense de Luisiana. La ciudad y la parroquia de Orleans están fusionadas y dirigidas por un único gobierno. La ciudad original estaba compuesta por lo que ahora son los distritos 1 al 9. La ciudad de Lafayette (incluido el Garden District) se añadió en 1852 como los distritos 10 y 11. En 1870, Jefferson City, incluido Faubourg Bouligny y gran parte de las áreas de Audubon y University, fue anexada como los distritos 12, 13 y 14. Argel, en la orilla occidental del Misisipi, también fue anexada en 1870, convirtiéndose en el distrito decimoquinto.
Nueva Orleans tiene un gobierno de alcalde-consejo. El consejo de la ciudad se compone de siete miembros, los cuales son elegidos por distrito. La actual alcaldesa, LaToya Cantrell, elegida en noviembre de 2017, asumió el cargo el 7 de mayo de 2018, convirtiéndose en la primera mujer en desempeñar ese puesto en la historia de la ciudad.
El gobierno de Nueva Orleans está en gran medida centralizado en el ayuntamiento y la oficina del alcalde, pero mantiene restos de sistemas anteriores, cuando varias secciones de la ciudad gestionaban sus asuntos por separado. Por ejemplo, Nueva Orleans tenía siete asesores fiscales electos, cada uno con su propio personal, que representaban varios distritos de la ciudad, en lugar de una oficina centralizada. Una enmienda constitucional aprobada el 7 de noviembre de 2006 consolidó a los siete asesores en uno solo en 2010.
El 18 de febrero de 2010, Errol Williams fue elegido como el primer calificador de toda la ciudad. El gobierno de Nueva Orleans opera un cuerpo de bomberos y los servicios médicos de emergencia de la ciudad.
La Oficina del Sheriff Civil de la Parroquia de Nueva Orleans entrega documentos relacionados con demandas, brinda seguridad judicial y opera las instalaciones correccionales de la ciudad, incluida la prisión de la Parroquia de Orleans. La oficina del sheriff comparte jurisdicción legal con el Departamento de Policía de Nueva Orleans y le brinda respaldo según sea necesario.
Nueva Orleans es un destacado feudo del Partido Demócrata, como lo de muestra el hecho de que, desde 1912 hasta la actualidad, el Partido Republicano tan sólo ha ganado en dos elecciones presidenciales, en 1956 y en 1972.
| Año  | Republicanos | Republicanos | Demócratas | Demócratas | Otras opciones | Otras opciones |
| Año  | N.º          | %            | N.º        | %          | N.º            | %              |
| ---- | ------------ | ------------ | ---------- | ---------- | -------------- | -------------- |
| 2020 | 26,664       | 15.00 %      | 147,854    | 83.15 %    | 3,301          | 1.86 %         |
| 2016 | 24,292       | 14.65 %      | 133,996    | 80.81 %    | 7,524          | 4.54 %         |
| 2012 | 28,003       | 17.74 %      | 126,722    | 80.30 %    | 3,088          | 1.96 %         |
| 2008 | 28,130       | 19.08 %      | 117,102    | 79.42 %    | 2,207          | 1.50 %         |
| 2004 | 42,847       | 21.74 %      | 152,610    | 77.43 %    | 1,646          | 0.84 %         |
| 2000 | 39,404       | 21.74 %      | 137,630    | 75.95 %    | 4,187          | 2.31 %         |
| 1996 | 39,576       | 20.84 %      | 144,720    | 76.20 %    | 5,615          | 2.96 %         |
| 1992 | 52,019       | 26.36 %      | 133,261    | 67.53 %    | 12,069         | 6.12 %         |
| 1988 | 64,763       | 35.24 %      | 116,851    | 63.58 %    | 2,186          | 1.19 %         |
| 1984 | 86,316       | 41.71 %      | 119,478    | 57.73 %    | 1,162          | 0.56 %         |
| 1980 | 74,302       | 39.54 %      | 106,858    | 56.87 %    | 6,744          | 3.59 %         |
| 1976 | 70,925       | 42.14 %      | 93,130     | 55.33 %    | 4,249          | 2.52 %         |
| 1972 | 88,075       | 54.55 %      | 60,790     | 37.65 %    | 12,581         | 7.79 %         |
| 1968 | 47,728       | 26.71 %      | 72,451     | 40.55 %    | 58,489         | 32.74 %        |
| 1964 | 81,049       | 49.69 %      | 82,045     | 50.31 %    | 0              | 0.00 %         |
| 1960 | 47,111       | 26.80 %      | 87,242     | 49.64 %    | 41,414         | 23.56 %        |
| 1956 | 93,082       | 56.54 %      | 64,958     | 39.46 %    | 6,594          | 4.01 %         |
| 1952 | 85,572       | 48.74 %      | 89,999     | 51.26 %    | 0              | 0.00 %         |
| 1948 | 29,442       | 23.78 %      | 41,900     | 33.85 %    | 52,443         | 42.37 %        |
| 1944 | 20,190       | 18.25 %      | 90,411     | 81.74 %    | 7              | 0.01 %         |
| 1940 | 16,406       | 14.35 %      | 97,930     | 85.63 %    | 28             | 0.02 %         |
| 1936 | 10,254       | 8.67 %       | 108,012    | 91.32 %    | 16             | 0.01 %         |
| 1932 | 5,407        | 5.95 %       | 85,288     | 93.87 %    | 165            | 0.18 %         |
| 1928 | 14,424       | 20.51 %      | 55,919     | 79.49 %    | 0              | 0.00 %         |
| 1924 | 7,865        | 16.46 %      | 37,785     | 79.06 %    | 2,141          | 4.48 %         |
| 1920 | 17,819       | 35.26 %      | 32,724     | 64.74 %    | 0              | 0.00 %         |
| 1916 | 2,531        | 7.45 %       | 30,936     | 91.03 %    | 516            | 1.52 %         |
| 1912 | 904          | 2.74 %       | 26,433     | 80.03 %    | 5,692          | 17.23 %        |

## Geografía

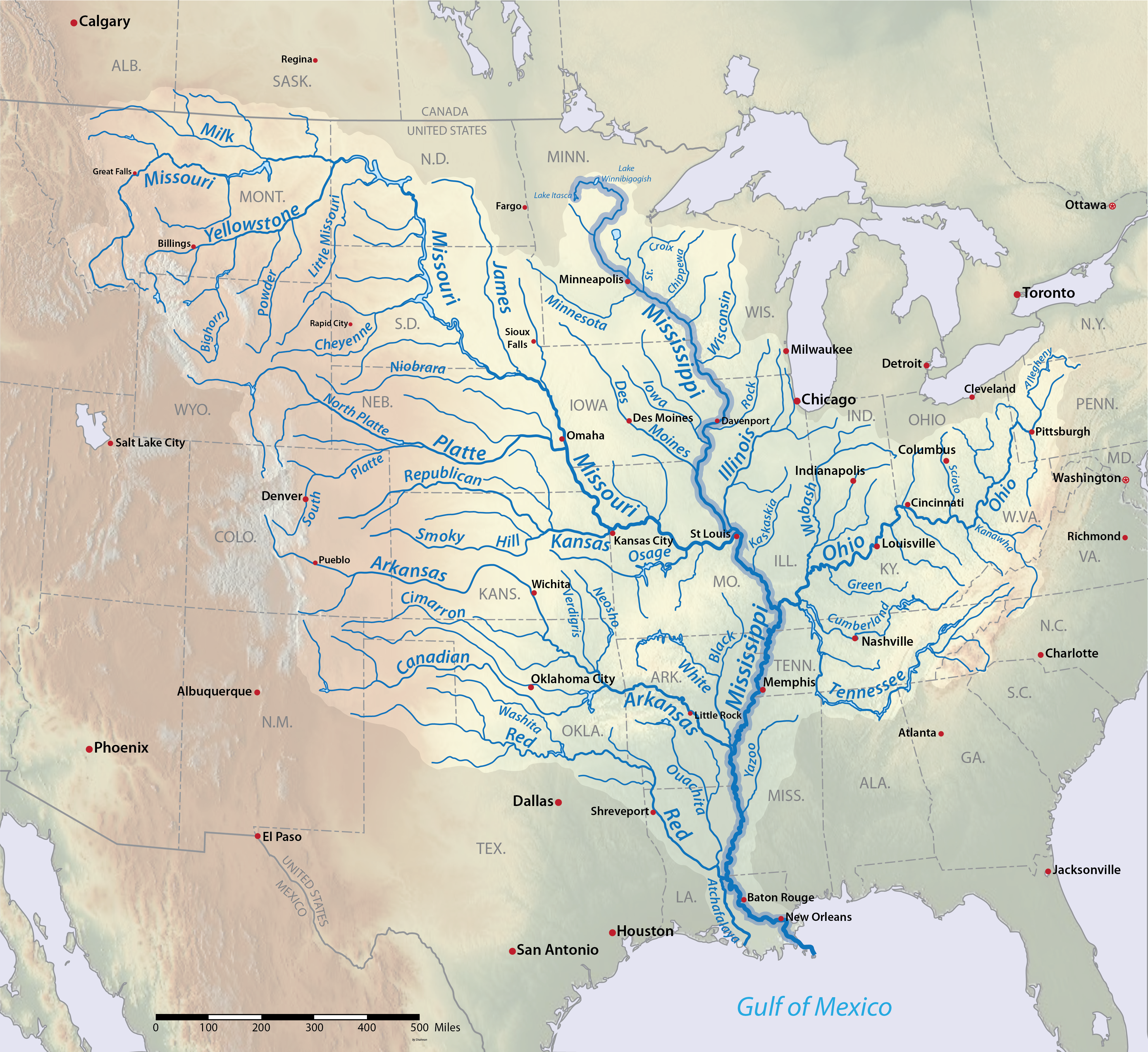
Nueva Orleans en la cuenca del Misisipi

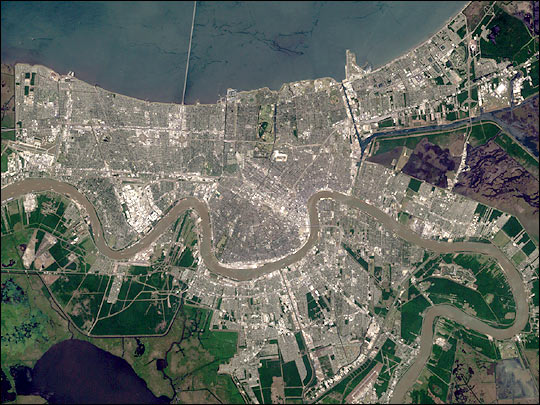
Una imagen en color real de Nueva Orleans tomada por satélite Landsat 7 de la NASA.

Nueva Orleans está situada en el delta del río Misisipi en las orillas este y oeste del mismo y el sur del lago Pontchartrain, aproximadamente 169 km río arriba desde el golfo de México. Según la Oficina del Censo de los Estados Unidos, la ciudad tiene un área total de 907 km² de los cuales 467, o el 51,55 % son tierra. El área a lo largo del río se caracteriza por crestas y depresiones.
La ciudad limita al norte con la parroquia de St. Tammany, al este con el golfo de México, al sur con la parroquia de St. Bernard, al suroeste con las parroquias de Plaquemines y Jefferson. El alcance geográfico de la ciudad corresponde con la Arquidiócesis de Nueva Orleans, dentro de la cual se encuentra la parroquia Catedral de San Luis, la más grande, y la Iglesia de San Patricio, la segunda más grande.
Nueva Orleans fue establecida originalmente en los diques naturales o tierras altas a lo largo del río. La altitud media de la ciudad es actualmente entre uno y dos pies bajo el nivel del mar, con algunas partes de la ciudad de hasta 6 m en las partes más altas y 2 m bajo el nivel del mar en los suburbios del este de Nueva Orleans.
Nueva Orleans siempre ha tenido en cuenta el riesgo de huracanes, pero los riesgos son considerablemente mayores hoy en día debido a la erosión de las costas por la interferencia humana. Desde el comienzo del siglo XX se ha estimado que Luisiana ha perdido 5000 km² de las costas (incluyendo muchas de sus islas de barrera), que anteriormente protegía a la ciudad de las marejadas.

### Clima

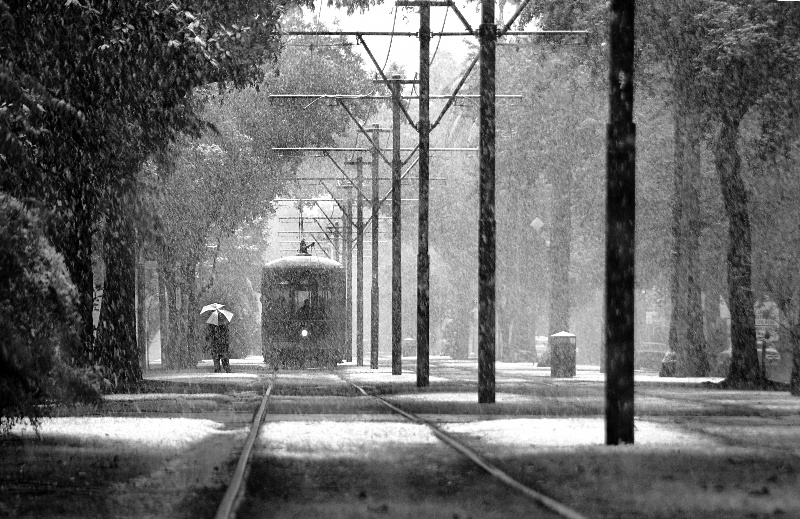
La avenida St. Charles durante una nevada en 2008.

El clima de Nueva Orleans es subtropical húmedo (clasificación climática de Köppen Cfa), con inviernos cortos y frescos y veranos calurosos y húmedos. En enero, los mínimos matinales promedio son de alrededor de 8 °C, y los máximos diarios de alrededor de 17 °C. En julio, los mínimos promedio son de 24 °C, y máximos 34 °C. La temperatura más baja registrada fue de –14 °C el 13 de febrero de 1899. La temperatura más alta registrada fue 40 °C el 24 de junio de 2009. La precipitación media es de 1580 mm al año, los meses de verano son los más húmedos, mientras que octubre es el mes más seco. La precipitación en invierno suele acompañar el paso de un frente frío.
Los huracanes constituyen una amenaza grave para la zona, y la ciudad está particularmente en riesgo debido a su baja altitud, y debido a que está rodeada de agua por el norte, el este y el sur. De acuerdo con la Agencia Federal para el Manejo de Emergencias, Nueva Orleans es la ciudad más vulnerable de la nación a los huracanes. De hecho, parte de la Gran Nueva Orleans han sido inundadas por: el huracán de Grand Isle en 1909, el huracán de Nueva Orleans en 1915, el huracán de Fort Lauderdale en 1947, el huracán Flossy en 1956, el huracán Betsy en 1965, el huracán Georges en 1998, los huracanes Katrina y Rita en 2005 y el huracán Gustav en 2008, con la inundación en Betsy siendo significativas y severas en unos pocos vecindarios, y Katrina el más desastroso en la mayoría de la ciudad.
Nevadas
Nueva Orleans experimenta nevadas solo en raras ocasiones. Una pequeña cantidad de nieve cayó durante la Nochebuena de 2004 y de nuevo en Navidad (25 de diciembre), cuando una combinación de lluvia, aguanieve y nieve cayó sobre la ciudad. Antes de eso, la última Navidad blanca fue en 1964 y trajo 4,5 pulgadas de nieve. La nieve cayó de nuevo el 22 de diciembre de 1989, cuando la mayor parte de la ciudad recibió 1,2 pulgadas.
| Parámetros climáticos promedio de Aeropuerto Internacional Louis Armstrong (normales 1991–2020, extremos 1946–presente) | Parámetros climáticos promedio de Aeropuerto Internacional Louis Armstrong (normales 1991–2020, extremos 1946–presente) | Parámetros climáticos promedio de Aeropuerto Internacional Louis Armstrong (normales 1991–2020, extremos 1946–presente) | Parámetros climáticos promedio de Aeropuerto Internacional Louis Armstrong (normales 1991–2020, extremos 1946–presente) | Parámetros climáticos promedio de Aeropuerto Internacional Louis Armstrong (normales 1991–2020, extremos 1946–presente) | Parámetros climáticos promedio de Aeropuerto Internacional Louis Armstrong (normales 1991–2020, extremos 1946–presente) | Parámetros climáticos promedio de Aeropuerto Internacional Louis Armstrong (normales 1991–2020, extremos 1946–presente) | Parámetros climáticos promedio de Aeropuerto Internacional Louis Armstrong (normales 1991–2020, extremos 1946–presente) | Parámetros climáticos promedio de Aeropuerto Internacional Louis Armstrong (normales 1991–2020, extremos 1946–presente) | Parámetros climáticos promedio de Aeropuerto Internacional Louis Armstrong (normales 1991–2020, extremos 1946–presente) | Parámetros climáticos promedio de Aeropuerto Internacional Louis Armstrong (normales 1991–2020, extremos 1946–presente) | Parámetros climáticos promedio de Aeropuerto Internacional Louis Armstrong (normales 1991–2020, extremos 1946–presente) | Parámetros climáticos promedio de Aeropuerto Internacional Louis Armstrong (normales 1991–2020, extremos 1946–presente) | Parámetros climáticos promedio de Aeropuerto Internacional Louis Armstrong (normales 1991–2020, extremos 1946–presente) |
| Mes | Ene. | Feb. | Mar. | Abr. | May. | Jun. | Jul. | Ago. | Sep. | Oct. | Nov. | Dic. | Anual |
| --- | --- | --- | --- | --- | --- | --- | --- | --- | --- | --- | --- | --- | --- |
| Temp. máx. abs. (°C) | 28.3 | 29.4 | 31.7 | 33.3 | 36.1 | 38.3 | 38.3 | 38.9 | 38.3 | 36.1 | 32.2 | 29.4 | 38.9 |
| Temp. máx. media (°C)                                                                                                   | 16.9 | 19.1 | 22.4 | 25.8 | 29.6 | 32.2 | 33 | 32.9 | 31.2 | 27 | 21.8 | 18.2 | 25.8 |
| Temp. media (°C) | 12.4 | 14.4 | 17.7 | 21.2 | 25.1 | 28 | 28.8 | 28.9 | 27.1 | 22.5 | 16.9 | 13.7 | 21.4 |
| Temp. mín. media (°C)                                                                                                   | 7.8 | 9.8 | 12.9 | 16.5 | 20.6 | 23.7 | 24.7 | 24.8 | 23.1 | 17.9 | 12.1 | 9.1 | 16.9 |
| Temp. mín. abs. (°C) | -10 | -8.9 | -3.9 | 0 | 5 | 10 | 15.6 | 15.6 | 5.6 | 1.7 | -4.4 | -11.7 | -11.7 |
| Precipitación total (mm)                                                                                                | 131.6 | 104.9 | 110.7 | 132.6 | 143.3 | 193.5 | 172.5 | 175.5 | 129.8 | 94 | 98.3 | 122.4 | 1609.1 |
| Días de precipitaciones (≥ 0.2 mm)                                                                                      | 9.5 | 9.0 | 8.1 | 7.3 | 7.8 | 12.7 | 13.9 | 13.6 | 9.8 | 7.1 | 7.1 | 9.2 | 115.1 |
| Horas de sol | 153.0 | 161.5 | 219.4 | 251.9 | 278.9 | 274.3 | 257.1 | 251.9 | 228.7 | 242.6 | 171.8 | 157.8 | 2648.9 |
| Humedad relativa (%) | 75.6 | 73.0 | 72.9 | 73.4 | 74.4 | 76.4 | 79.2 | 79.4 | 77.8 | 74.9 | 77.2 | 76.9 | 75.9 |
| Fuente: NOAA (humedad y horas de sol 1961–1990)                                                                         | | | | | | | | | | | | | |

## Demografía
Según el Censo de 2010, 343 829 personas y 189 896 hogares habitan Nueva Orleans. La composición racial y étnica de la ciudad era de 60.2 % afroamericanos, 33.0 % blancos, 2.9 % asiáticos (1,7 % vietnamita, el 0,3 % indio y chino, 0.1 % filipino y el 0,1 % coreano) y el 1.7 % correspondía a personas de dos o más razas. Las personas de origen hispano o latino compone el 5,3 % de la población; el 1,3 % es mexicano, el 1,3 % hondureño, el 0,4 % cubano, el 0,3 % puertorriqueño, y el 0,3 % nicaragüense.
La última estimación de la población antes del huracán Katrina fue de 454 865 habitantes, a partir del 1 de julio de 2005. Un informe realizado en septiembre de 2007 realizado por The Greater New Orleans Community Data Center, que hace un seguimiento de la población sobre la base de cifras del Servicio Postal, determinó que en agosto de 2007, poco más de 137 mil familias recibieron servicio electrónico. Eso se compara con cerca de 198 000 hogares en julio de 2005, lo cual representa aproximadamente el 70 % de pre-población Katrina. Más recientemente, la Oficina del Censo revisó al alza su estimación de 2008, a 336 644 habitantes. En 2010, las estimaciones mostraron que los barrios no inundables estaban cerca del 100 % de su población antes del Katrina, y en algunos casos, superan el 100 % de sus poblaciones antes de Katrina.
Un estudio realizado en 2006 por investigadores de la Universidad de Tulane y la Universidad de California, determinó que había de 10 000 a 14 000 inmigrantes ilegales, muchos de ellos de México, que actualmente residen en Nueva Orleans. Sin embargo, Janet Murguía (presidenta y directora ejecutiva del Consejo Nacional de La Raza) dijo que podría haber hasta 120 000 trabajadores hispanos en Nueva Orleans. En junio de 2007, un estudio indicó que la población hispana se había elevado de 15 000 (antes del Katrina) a más de 50 000.
Un reciente artículo publicado por The Times-Picayune indicó que el área metropolitana había sufrido una reciente afluencia de 5300 hogares en la segunda mitad de 2008. Mientras que la población del área ha sido en una trayectoria ascendente desde la tormenta, gran parte de ese crecimiento se atribuyó a los residentes que regresan después del Katrina. Varios observadores predijeron que el crecimiento podría disminuir, pero el análisis de los centros de datos sugiere que Nueva Orleans y las parroquias circundantes se están beneficiando de una migración económica como resultado de la Gran Recesión.

## Economía

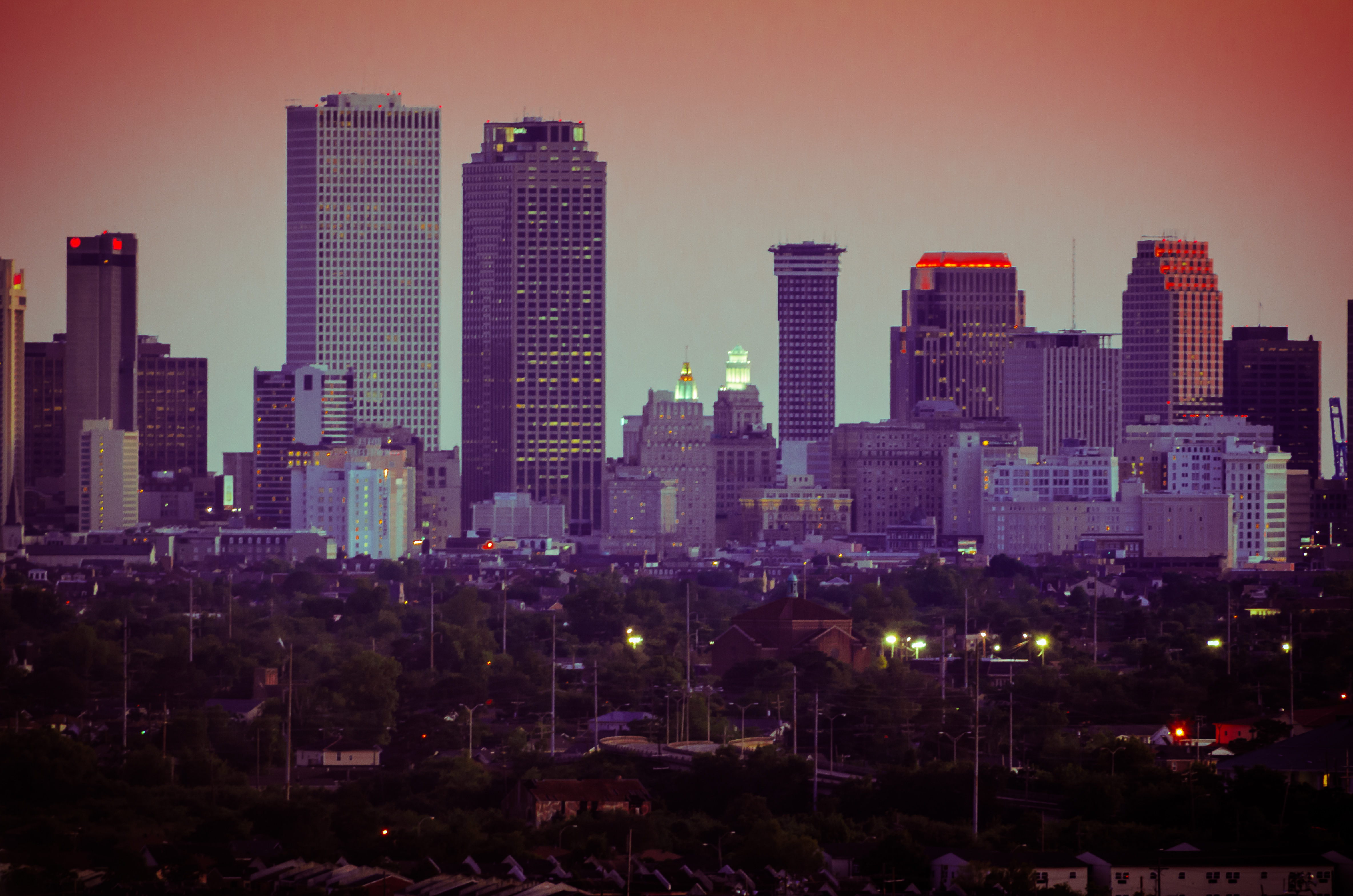
Vista parcial del distrito financiero de la ciudad en 2012.

Nueva Orleans tiene uno de los puertos más grandes y concurridos del mundo, y el área metropolitana de Nueva Orleans es un centro fuerte de la industria marítima. La región de Nueva Orleans también es responsable de una parte importante de la refinación de petróleo y petroquímica producida por la nación, y sirve como una base imponible de cuello blanco para el petróleo en tierra y mar, así como en la producción de gas natural.
El área metropolitana de Nueva Orleans es un importante centro regional para la industria del cuidado de la salud, ya que cuenta con un pequeño sector manufacturero, competitivo a nivel mundial. El centro de la ciudad posee un rápido crecimiento, destacando en el sector de industrias creativas, y la ciudad es comúnmente conocida por su turismo cultural. Greater New Orleans, Inc. (GNO, Inc.) actúa como primer punto de contacto para el desarrollo económico regional, la coordinación entre el Departamento de Desarrollo Económico de Luisiana y los diversos organismos de desarrollo de negocios parroquiales.
Como muchas otras ciudades de los Estados Unidos, Nueva Orleans está confrontada a la quiebra de su sistema de jubilaciones.

## Educación
La Junta Escolar de la Parroquia de Orleans (OPSB por sus siglas en inglés) es el distrito escolar de la Nueva Orleans.
Nueva Orleans es una ciudad con enseñanza alta, con más de 50 000 alumnos matriculados en carreras de entre dos y cuatro años en las instituciones que otorgan títulos en la región. La Universidad de Tulane, se encuentra en la parte alta de Nueva Orleans.
- Universidad de Tulane
- Universidad Loyola
- Universidad Xavier

## Cultura

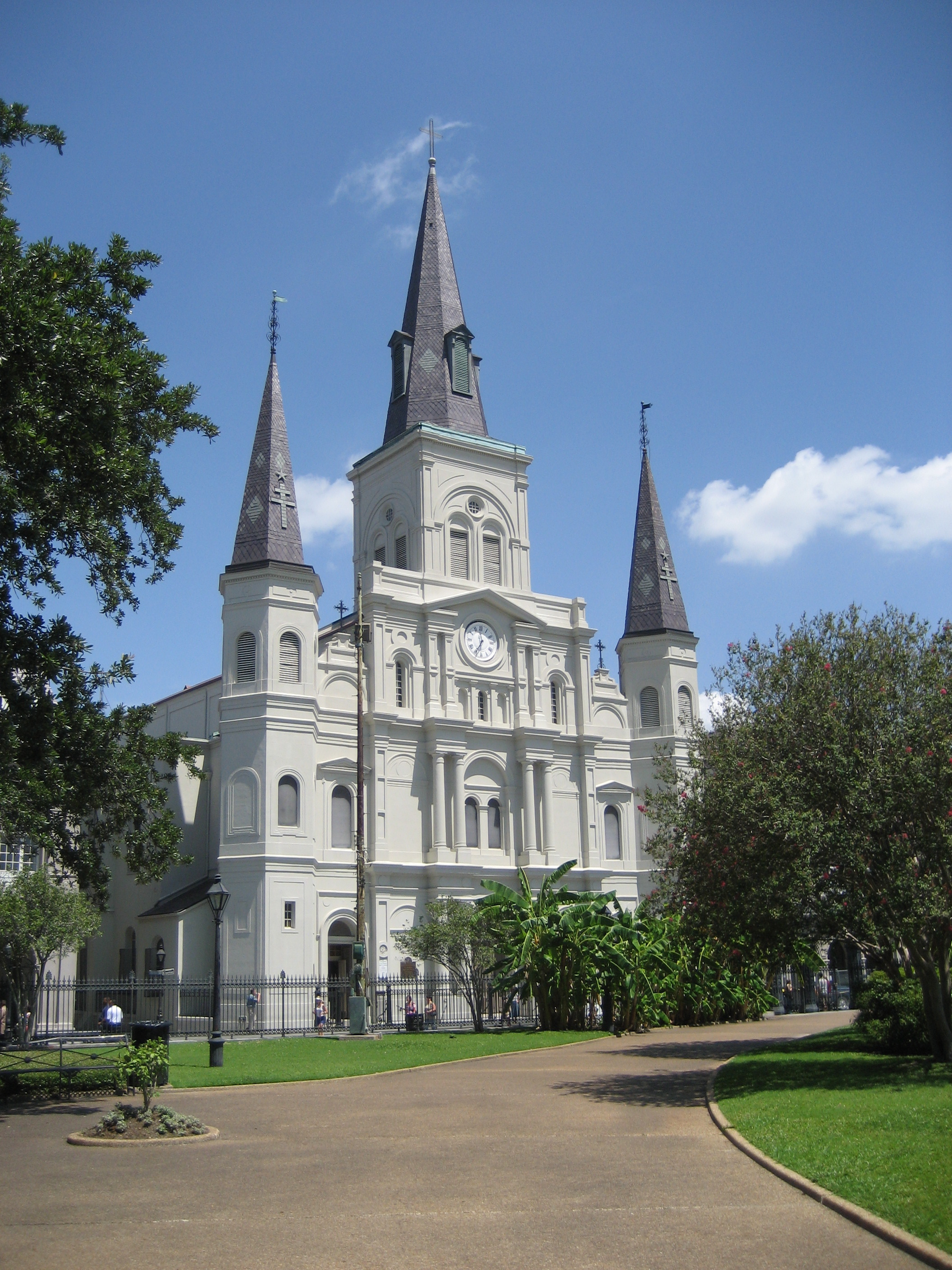
Catedral de San Luis.

Nueva Orleans tiene numerosas atracciones, como el barrio francés de renombre mundial y la vida nocturna de Bourbon Street hasta la avenida St. Charles (sede de las Universidades de Tulane y Loyola, el histórico Hotel Pontchartrain, y muchas mansiones del siglo XIX), y a la calle Magazine, con sus numerosas tiendas, boutiques y tiendas de antigüedades.
Nueva Orleans es conocida por su cultura criolla, por la práctica del vudú por algunos de sus residentes negros y por su música, arquitectura, gastronomía y festividades.

### Música
En su idiosincrasia, Nueva Orleans ha adaptado la música de banda militar a los funerales, cuando en el cortejo que acompaña al difunto dicha música se mezcla a himnos religiosos y música triste. Tras ello, los dolientes regresan del cementerio al son del jazz, más alegre. Los funerales con jazz son una atracción para los visitantes.
En el jazz de Nueva Orleans se detectan influencias de la música antillana, afroamericana, francesa y norteamericana. Son muy evidentes las influencias latino-caribeñas. Más adelante también nació en Nueva Orleans el rhythm and blues, de gran influencia en el estilo rock and roll. Otros estilos de música practicados en la ciudad son la música cajún, zydeco y delta blues. La figura musical predominante en la ciudad (nombra al aeropuerto, parques, escuelas, etc.) es Louis Armstrong.

### Barrio francés

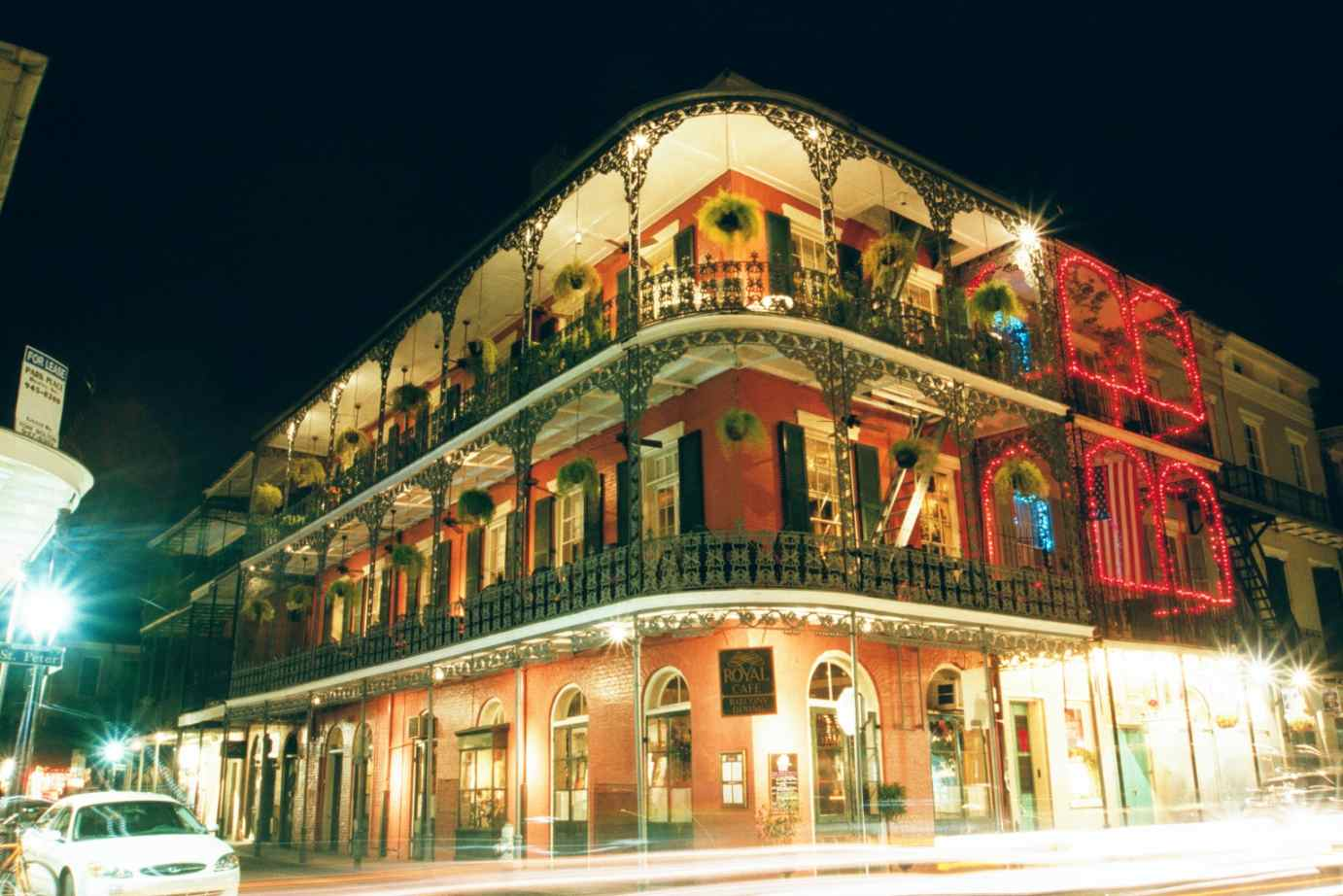
El Royal Café ubicado en el barrio francés de Nueva Orleans.

El barrio francés (conocido localmente como «el Barrio» o Vieux Carré), que data épocas francesas y españolas y que está delimitado por el río Misisipi, Rampart Street, la calle Canal y Esplanade Avenue. Este barrio contiene muchos hoteles, bares, y discotecas. Atracciones turísticas notables en el barrio como Bourbon Street, Jackson Square, la catedral de St. Louis, el Mercado Francés (incluyendo el Café du Monde, famoso por café au lait y buñuelos) y Preservation Hall. Para recorrer el puerto, se puede viajar en el Natchez, un barco de vapor auténtico con un organillo, que cruza el Misisipi de la longitud de la ciudad dos veces al día. A diferencia de la mayoría de los otros lugares en Estados Unidos y el mundo, Nueva Orleans ha llegado a ser ampliamente conocido por su elemento de elegante decadencia. Muchos cementerios bellos de la ciudad y sus distintas tumbas que ofrece el exterior suelen ser atractivos en sí mismos, el más antiguo y más famoso, Cementerio de San Luis, que se parece mucho a Père Lachaise en París.
En esta ciudad vivió y está enterrada Marie Laveau, la reina del vudú de Nueva Orleans, que forma parte de la cultura de la ciudad, su mausoleo en el Cementerio de San Luis (en el barrio francés) es visitado por miles de personas cada año. Otro de los lugares emblemáticos de la ciudad es el Museo Histórico del Vudú de Nueva Orleans.
También se encuentra en el barrio francés la antigua Casa de Moneda de Nueva Orleans, una antigua rama de la Casa de Moneda de los Estados Unidos, que ahora funciona como museo, y The Historic New Orleans Collection, un museo de arte-vivienda y centro de investigación y artefactos relacionados con la historia de Nueva Orleans y el Sur del Golfo. El Museo Nacional de la Segunda Guerra Mundial, inaugurado en el distrito Warehouse en el año 2000 como el Museo Nacional D-Day, se dedica a ofrecer información y materiales relacionados con la invasión de Normandía. Cerca de allí, Confederate Memorial Hall, el museo continuamente de funcionamiento más antiguo de Luisiana (aunque en proceso de renovación desde el Katrina), contiene la segunda mayor colección de recuerdos de la Confederación en el mundo. Los museos de arte en la ciudad incluyen el Centro de Arte Contemporáneo, el Museo de Arte de Nueva Orleans (NOMA), ubicado en el parque de la ciudad, y el Museo Ogden de Arte Sureño.

### Parques
| Parques |
| --- |
| - Audubon Park - Annunciation Square - Bayou Sauvage National Wildlife Refuge - Behrman Park - Bretchel Park - Cabrini Park - Coliseum Square - Congo Square - Duncan Plaza - Jackson Square - Lafayette Square - Louis Armstrong Park - New Orleans Botanical Garden - New Orleans Jazz National Historical Park - Palmer Park - Piazza d'Italia - Woldenberg Park |

Nueva Orleans también tiene un lado decididamente natural. Es la sede del Instituto Audubon Nature (que consiste en Audubon Park, el parque zoológico de Audubon, el Acuario de las Américas, y el Insectario Audubon), así como los jardines que incluyen Longue Vue House and Gardens y el Jardín Botánico de Nueva Orleans. El Parque de la Ciudad, es uno de los parques urbanos más extensos y visitados del país, cuenta con uno de los más grandes (si no el más grande) rodales de árboles de roble en el mundo.
También hay varios puntos de interés en los alrededores. Muchos humedales o pantanos se encuentran en las proximidades de la ciudad, incluyendo Honey Island Swamp, Chalmette Battlefield y el Cementerio Nacional, que se encuentra justo al sur de la ciudad, es el lugar de la batalla de Nueva Orleans (1815).
Nueva Orleans cuenta con numerosos parques con extensas áreas verdes; el City Park o Parque de la Ciudad es el más famoso de Nueva Orleans, y el sexto parque público más grande y séptimo más visitado de Estados Unidos.

### Gastronomía
La ciudad es también conocida por su gastronomía. Entre sus especialidades se encuentran los cangrejillos de agua dulce conocidos como crawfish; el emparedado Po' boy; los camarones y las ostras del golfo, así como otras especialidades de pescado y marisco; la étouffée, la jambalaya, el gumbo y otros platos criollos. Los lunes por la noche generalmente se come arroz con frijoles (i.e., judías) rojos (la despedida favorita de Louis Armstrong en sus cartas era red beans and ricely yours.)

### Cine, televisión y literatura
Nueva Orleans ha sido empleada como escenario por diversos autores:
- Un tranvía llamado deseo (1947), obra escrita por Tennessee Williams, estrenada en 1949 y llevada al cine en 1951 por Elia Kazan, transcurre en Nueva Orleans.
- Young in New Orleans, poema de Charles Bukowski, que realizó una estancia en el Barrio Francés.
- Entrevista con el Vampiro, de Anne Rice, donde Nueva Orleans es el escenario principal de todos los eventos narrados. Nueva Orleans también aparece en el primer tomo de la serie de las Brujas de Mayfair, La Hora de las Brujas. Según esta autora, la ciudad es poco menos que una guarida de vampiros y la capital de todas las brujas del Sur de Estados Unidos.
- Angel Heart es una película de 1987, escrita y dirigida por Alan Parker. Protagonizada por Mickey Rourke, Robert De Niro, Lisa Bonet y Charlotte Rampling en los papeles principales. El guion se basa en la novela de William Hjortsberg titulada Falling angel.
- Saga Amos y Mazmorras, donde Lena Valenti emplea Nueva Orleans como uno de los escenarios principales de sus luchas entre agentes del FBI y las mafias.
- Kresley Cole, la autora de Inmortales después del anochecer (Immortals After Dark en inglés) sitúa en Nueva Orleans el «aquelarre» de las valquirias que componen su principal equipo de protagonistas.
- La isla bajo el mar, de Isabel Allende, que relata el siglo XVIII de la ciudad desde el punto de vista de la esclava Zarite.
- La conjura de los necios tiene como principal escenario una versión pesimista y crítica de Nueva Orleans, la cual emplea como representante de la sociedad estadounidense.
- Mentes Criminales: el equipo de agentes del FBI que protagoniza esta serie visita Nueva Orleans varias veces en busca de asesinos. En uno de los capítulos de esta serie hacen referencia al huracán Katrina, que arrasó la ciudad.
- The Princess and the Frog: producción de Disney ambientada principalmente en Nueva Orleans.
- Saga Dark-Hunters de Sherrilyn Kenyon, relata en muchos de sus libros de esta saga luchas situadas en la ciudad de Nueva Orleans entre cazadores oscuros (dark hunter) y vampiros (daimon).
- La tercera temporada de la renombrada serie American Horror Story: Coven trascurre en la ciudad y desarrolla diferentes temas de la cultura del lugar, como el vudú, la brujería o la multiculturalidad.
- The Originals, spin-off de la serie The Vampire Diaries, se centra en la vida de la familia Mikaelson, protagonizada por Joseph Morgan, Daniel Gillies y Claire Holt, viviendo en dicha ciudad, especialmente en el Barrio francés, donde habitan vampiros, brujas y hombres lobo.
- NCIS: New Orleans: Una serie de televisión estadounidense creada por Gary Glasberg y transmitida por CBS.
- Cloak y Dagger: Esta serie se centra en la vida de Tyrone y Tandy, adolescentes que han adquirido superpoderes desde niños. El rodaje de la serie se da en la ciudad de Nueva Orleans.
- Hazbin Hotel: El personaje de Alastor fue en vida un presentador de radio en Nueva Orleans.
- El curioso caso de Benjamin Button: Parte de la historia de la película tiene lugar en Nueva Orleans.
- Treme: Es una serie creada por David Simon y Eric Overmyer. Tremé es un vecindario de la ciudad de Nueva Orleans. La serie comienza tres meses después del Huracán Katrina.

## Deportes

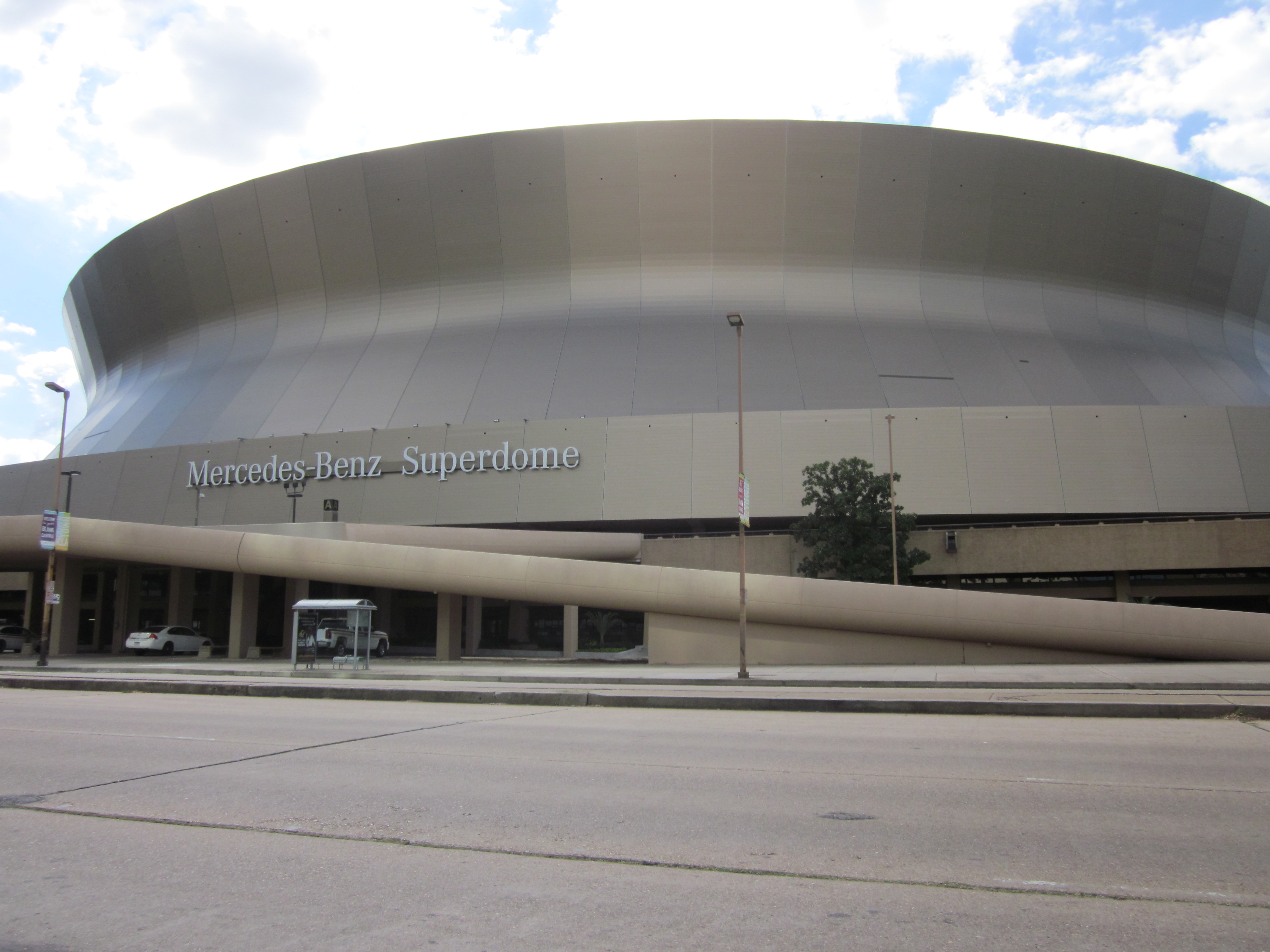
Mercedes-Benz Superdome.

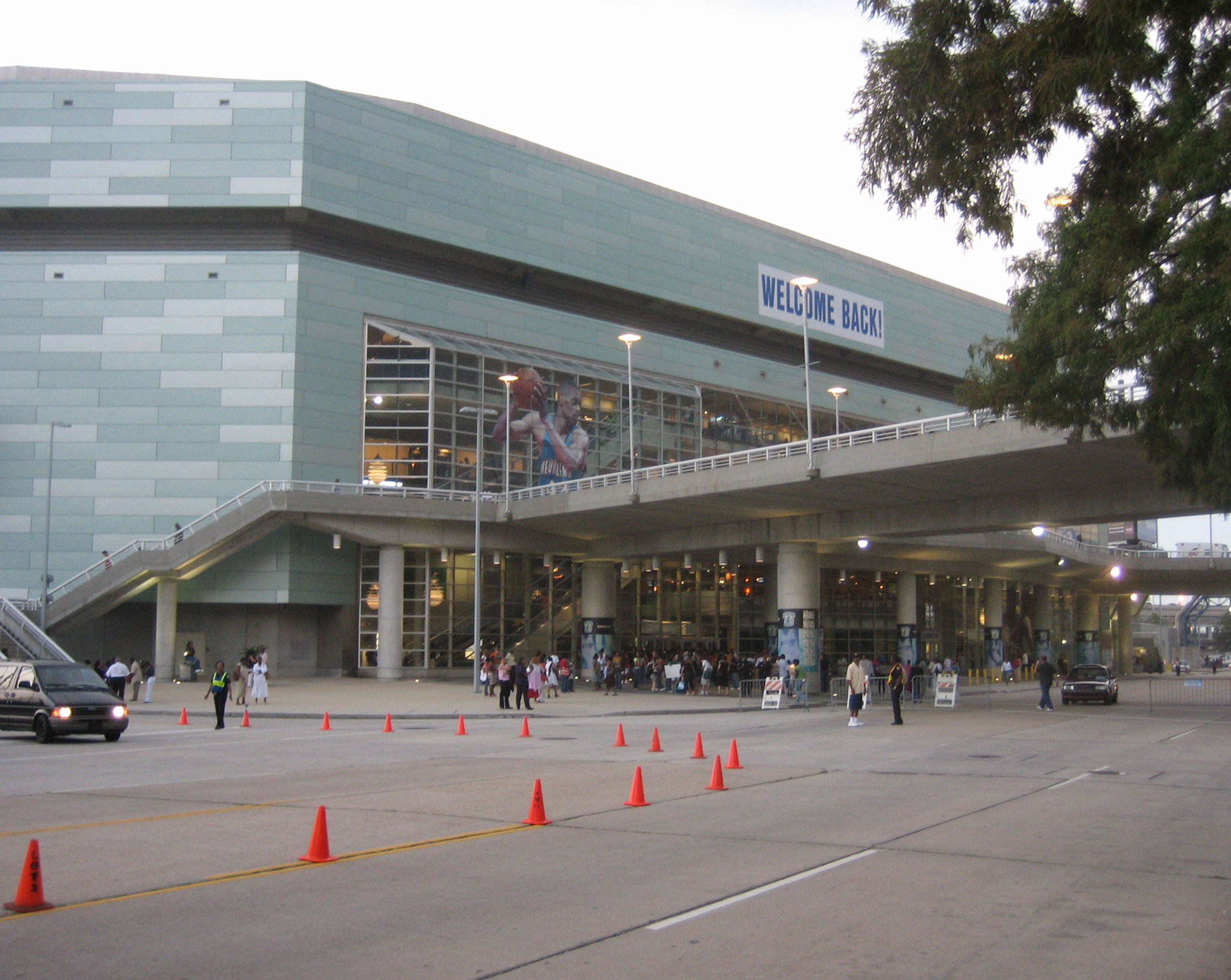
Smoothie King Center.

La ciudad de Nueva Orleans posee una gran variedad de equipos deportivos. Entre los más destacados se encuentran: los Santos de Nueva Orleans (perteneciente a la NFL y ganador del Super Bowl XLIV), los Pelicanos de Nueva Orleans (perteneciente a la NBA), los Céfiros de Nueva Orleans (perteneciente a la PCL), los Vudús de Nueva Orleans (perteneciente a la AFL) y los Jazz de Nueva Orleans (equipo femenino de fútbol americano). Desde 2018 posee también un equipo en la Major League Rugby, el New Orleans Gold. En 2007 también se estudió la posibilidad que contase con un equipo de fútbol en la MLS.
El Mercedes-Benz Superdome es la casa de los Santos y sede del Sugar Bowl, así como de otros eventos prominentes. Este recinto deportivo ha albergado siete Super Bowl. El Smoothie King Center sirve como casa de los Pelicanos y de los Vudús. En Nueva Orleans se encuentra también el Hipódromo Fair Grounds.
| Equipo               | Deporte          | Liga | Estadio                 | Fundación |
| -------------------- | ---------------- | ---- | ----------------------- | --------- |
| New Orleans Pelicans | Baloncesto       | NBA  | Smoothie King Center    | 2002      |
| New Orleans Saints   | Fútbol americano | NFL  | Mercedes-Benz Superdome | 1966      |
| New Orleans Gold     | Rugby            | MLR  | Shrine on Airline       | 2017      |
| New Orleans Jesters  | Fútbol           | NPSL | Pan American Stadium    | 2003      |